# Jacques Deslauriers
Pour les articles homonymes, voir Deslauriers.
Jacques Deslauriers est un avocat et professeur québécois né en 1946. Il s'est distingué par ses travaux sur le droit civil du Québec. Jacques Deslauriers est professeur émérite de l'Université Laval. Il a également a reçu la Médaille du mérite et le titre d’Avocat émérite du Conseil général du Barreau du Québec Il est un spécialiste en matière de faillite et insolvabilité et de droit des sûretés.